# Molophilus setilobatus
Molophilus setilobatus là một loài ruồi trong họ Limoniidae. Chúng phân bố ở vùng Tân nhiệt đới.